# Гара Гидиђени (Галац)
Гара Гидиђени (рум. Gara Ghidigeni) насеље је у Румунији у округу Галац у општини Гидиђени. Oпштина се налази на надморској висини од 51 m.

## Становништво
Према подацима из 2002. године у насељу је живело 20 становника, од којих су сви румунске националности.